# 米姆靈河
49°49′54″N 9°08′38″E / 49.831561°N 9.143929°E

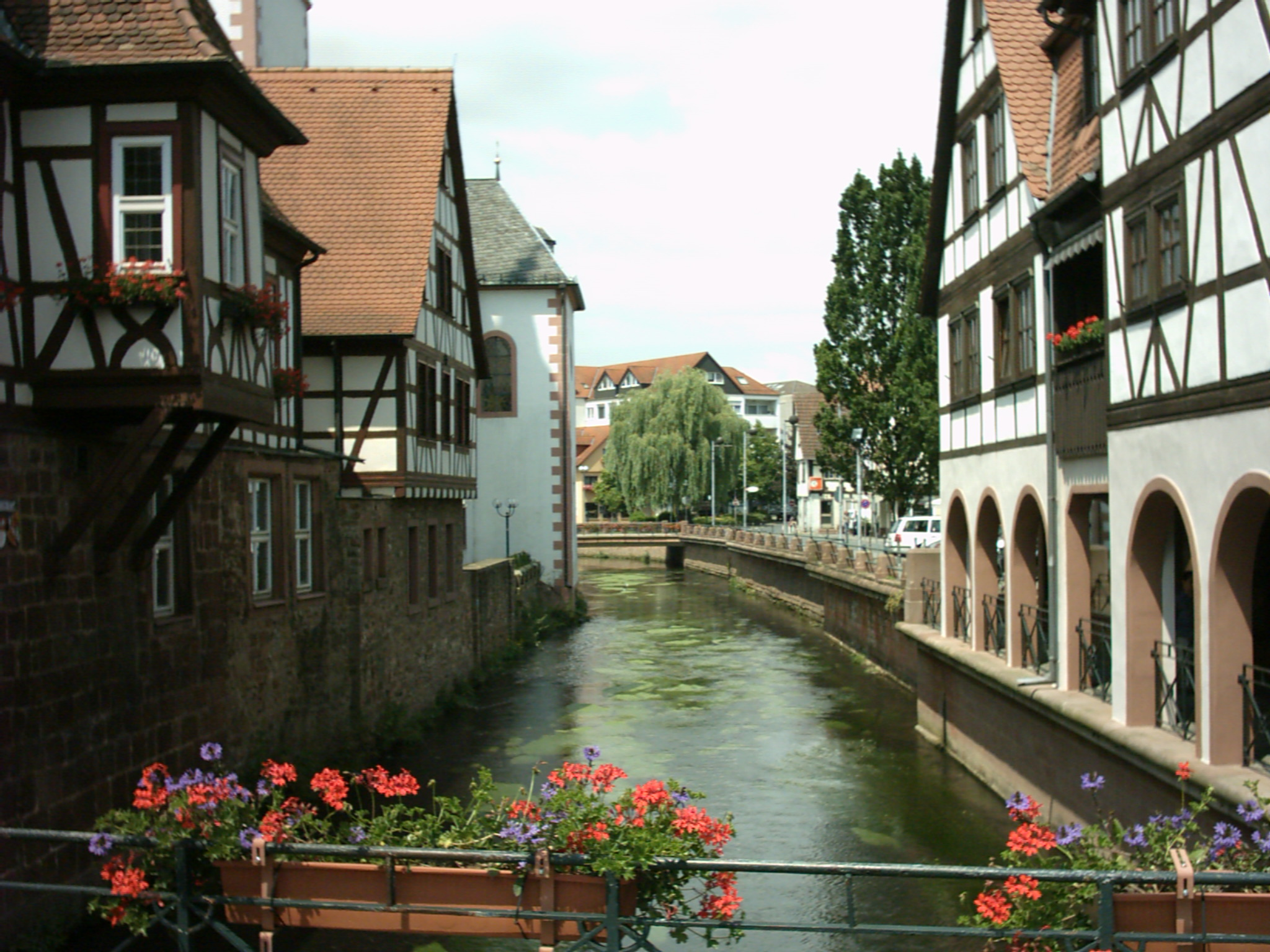

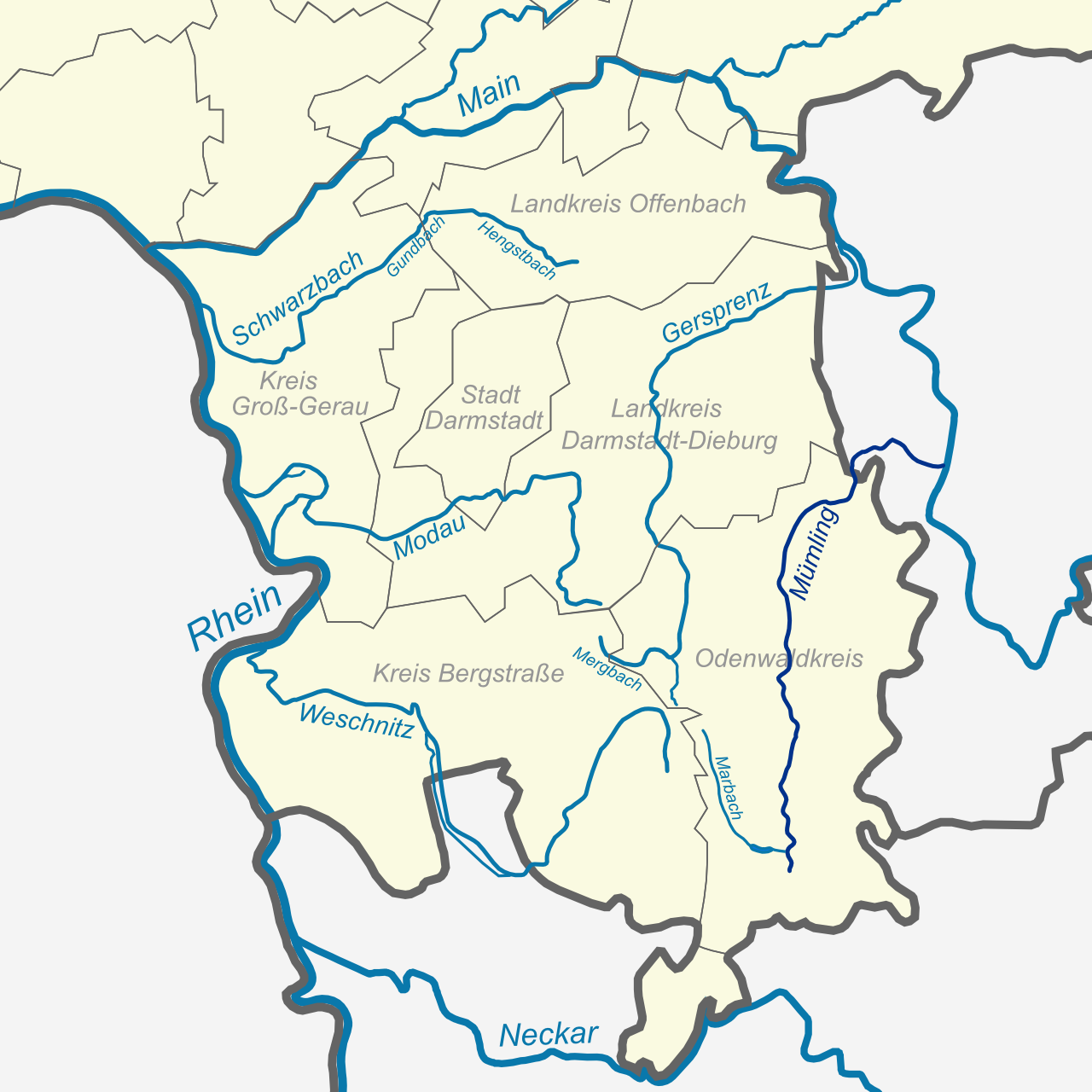

米姆靈河是德國的河流，位於該國東南部，由巴伐利亞負責管轄，屬於美因河的左支流，河道全長49.7公里，流域面積377.4平方公里，發源自貝爾費爾登。